# Barfotaspringning

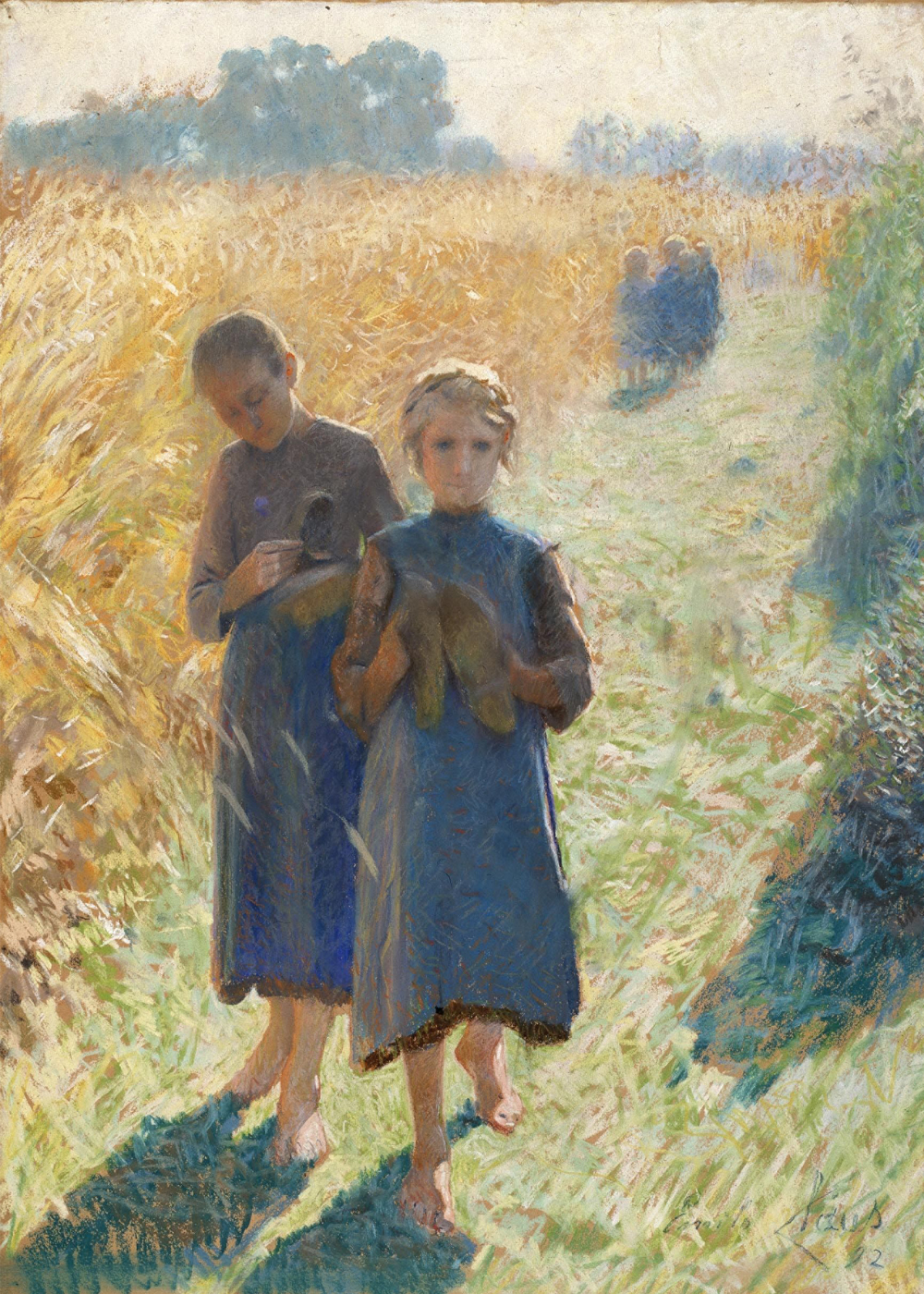
Äldre tiders skor var sällan bekväma. Kring vårdagjämningen blev det tillåtet att gå utan skor. Det manifesterades rituellt.

Barfotaspringning (eller barfotalöpning) är en äldre folklig sed där unga (och ibland även äldre) vid ett tillfälle på våren sprang barfota runt gårdens byggnader eller på ägorna.
Seden var knuten till olika dagar, Gregoriusdagen (12 mars, som förr räknades som vårdagjämning), tranafton (24 mars) eller vårfrudagen (25 mars). Den var vanlig i Värmland och västra Götaland. Flera uppteckningar talar om att man sprang runt stugan tre gånger motsols. 
I äldre tid gick barn barfota från tidig vår till sen höst. Även vuxna var barfota när förhållandena tillät det. Seden är förknippad med vårens ankomst och är en första barfotadag där barfotaspringningen sades göra fötterna starkare och skydda mot ormbett.  
Vårens och sommarens bafotagång var en befrielse för barnen, vars skor förr var obekväma. Men Carl-Herman Tillhagen har tolkat traditionen som ”en mycket gammal vårsed av fruktbarhetskaraktär, som så småningom nivellerats och övertagits av barnen som en rolig lek, lämplig att ta till för att markera tidpunkten då man fick börja gå barfota.” Hilding Celander har antagit att den ceremoniella barfotaspringningen för att få bättre kraft skedde i mycket lätt klädsel eller i full nakenhet, vilket även upptecknats från senare tid i Dalsland och Småland.
John Granlund har tolkat denna sed som en lekfull fortsättning av en medeltida botrit. Barfotaspringningen har i nyare tid i Värmland och Dalsland ersatts av och seden att springa trana vid trandagen. 